# Голосеменные
Голосеменны́е расте́ния (лат. Gymnospérmae) — древняя группа семенных растений, появившаяся в верхнем девоне, около 370 млн лет назад.
Название указывает на главную отличительную черту этих растений, a именно на то, что семяпочки, а затем и развивающиеся из них семена не имеют, в отличие от покрытосеменных, замкнутого вместилища. Завязь обычно имеет вид простой чешуи, на которой сидит одна или несколько семечек; иногда же и эта чешуя не развивается.
Термин «gymnospérmae» предложен в 1825—1827 годах шотландским ботаником Робертом Броуном (открывателем «броуновского движения»), впервые подробно остановившимся на принципиальных различиях между голосеменными и покрытосеменными. Русскоязычный термин «голосеменные» введён в практику, вероятно, проф. А. Н. Бекетовым.
Голосеменные включают более 1100 современных видов.

## Классификация голосеменных растений

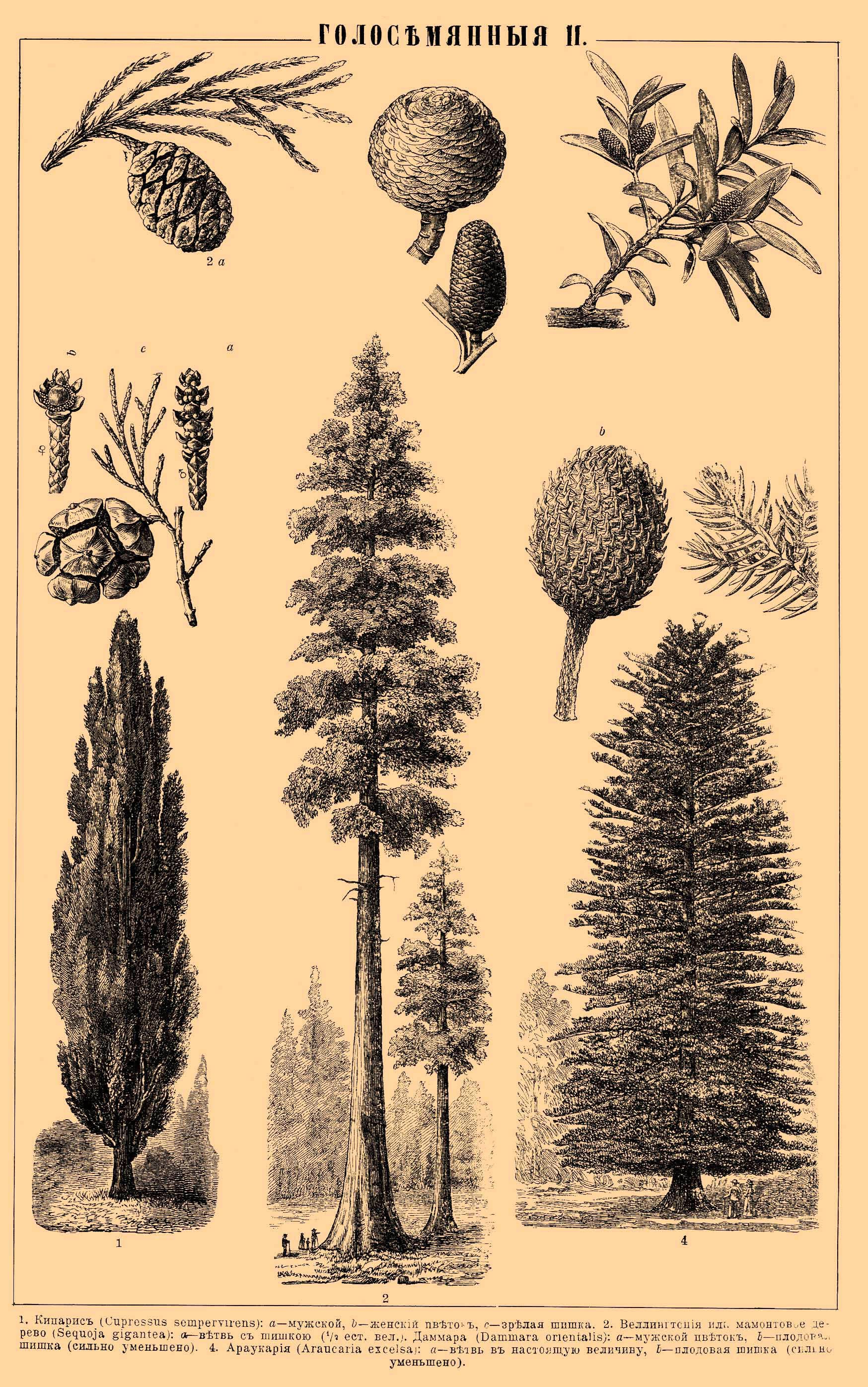
Иллюстрация из статьи «Голосеменные» в «Энциклопедическом словаре Брокгауза и Ефрона»

Ранее голосеменные растения выделялись в специальный класс Gymnospermae, вначале в рамках семенных растений (в составе отдела Spermatophyta, 1882—1952), позже — в составе сосудистых растений (в составе отдела Tracheophyta, 1950—1981). Этот класс включал хвойные и подобные им растения, в том числе несколько групп вымерших растений, известных только по ископаемым остаткам.
Несмотря на то, что голосеменные растения явным образом отличны от других групп высших растений (папоротникообразных и цветковых), ископаемые остатки длительное время служили доказательством того, что покрытосеменные произошли от голосеменных предков, что делало таксон голосеменных парафилетичным (современная кладистика пытается определять лишь такие таксоны, которые являлись бы монофилетическими — с прослеживающейся привязкой к общему предку и включающие всех потомков этого общего предка). Вместе с тем, некоторые исследования ДНК показывают, что голосеменные, возможно, являются монофилетической группой.
Современные семенные растения обычно разделяют на пять таксонов одного ранга (в современных публикациях чаще в качестве такого ранга используют класс), при этом по отношению к совокупности четырёх групп нецветковых растений для отделения их от группы цветковых (покрытосеменных) растений применяют термин «голосеменные», не рассматривая при этом его в качестве таксона:
- Класс Гинкговые (Ginkgoopsida)
- Класс Гнетовые (Gnetopsida)
- Класс Саговниковые, или Цикадовые (Cycadopsida)
- Класс Хвойные (Pinopsida)

Последняя классификация голосеменных, представленных в современной флоре Земли, приводится в работе Christenhusz et al. (2011). В работе представлены 12 семейств, сгруппированные в 83 рода с общей численностью группы в 1080 видов (Christenhusz & Byng 2016).
Подкласс Cycadidae
- Порядок Cycadales
  - Семейство Саговниковые: Cycas
  - Семейство Замиевые: Dioon, Bowenia, Macrozamia, Lepidozamia, Encephalartos, Stangeria, Ceratozamia, Microcycas, Zamia.

Подкласс Ginkgoidae
- Порядок Гинкговые
  - Семейство Ginkgoaceae: Ginkgo

Подкласс Gnetidae
- Порядок Вельвичиевые
  - Семейство Вельвичиевые: Welwitschia
- Порядок Gnetales
  - Семейство Gnetaceae: Gnetum
- Порядок Ephedrales
  - Семейство Ephedraceae: Ephedra

Подкласс Pinidae
- Порядок Сосновые
  - Семейство Сосновые: Cedrus, Pinus, Cathaya, Picea, Pseudotsuga, Larix, Pseudolarix, Tsuga, Nothotsuga, Keteleeria, Abies
- Порядок Araucariales
  - Семейство Араукариевые: Araucaria, Wollemia, Agathis
  - Семейство Подокарповые или Ногоплодниковые: Phyllocladus, Lepidothamnus, Prumnopitys, Sundacarpus, Halocarpus, Parasitaxus, Lagarostrobos, Manoao, Saxegothaea, Microcachrys, Pherosphaera, Acmopyle, Dacrycarpus, Dacrydium, Falcatifolium, Retrophyllum, Nageia, Afrocarpus, Podocarpus
- Порядок Cupressales
  - Семейство Сциадопитисовые: Sciadopitys
  - Семейство Кипарисовые: Cunninghamia, Taiwania, Athrotaxis, Metasequoia, Sequoia, Sequoiadendron, Cryptomeria, Glyptostrobus, Taxodium, Papuacedrus, Austrocedrus, Libocedrus, Pilgerodendron, Widdringtonia, Diselma, Fitzroya, Callitris (включая Actinostrobus и Neocallitropsis), Thujopsis, Thuja, Fokienia, Chamaecyparis, Callitropsis, Cupressus, Juniperus, Xanthocyparis, Calocedrus, Tetraclinis, Platycladus, Microbiota
  - Семейство Тисовые: Austrotaxus, Pseudotaxus, Taxus, Cephalotaxus, Amentotaxus, Torreya

К голосеменным относят также несколько групп вымерших растений, в том числе:
- Беннетитовые, или Беннеттитопсиды (Bennettitopsida)[7][8]. Эту группу либо рассматривают как таксон в ранге класса[7][8], либо включают в состав Саговниковых в ранге порядка (Bennettitales)
- Семенные папоротники, или Птеридоспермы. Эту группу рассматривают как таксон либо в ранге отдела (Pteridospermatophyta), либо в ранге класса (Pteridospermae[8], или Lyginopteridopsida — Лигиноптеридопсиды[7])

### Устаревшие или упрощённые классификации
Иногда современные семенные растения рассматриваются как группа, состоящая из двух таксонов в ранге отдела:
- Отдел Голосеменные (Pinophyta, или Gymnospermae), состоящий из четырёх указанных выше классов
- Отдел Цветковые (Покрытосеменные) (Magnoliophyta)

Иногда голосеменные рассматриваются как группа, состоящая из четырёх таксонов в ранге отдела:
- Отдел Гинкговые (Ginkgophyta)
- Отдел Гнетовые (Gnetophyta)
- Отдел Саговниковые (Cycadophyta)
- Отдел Хвойные (Pinophyta)

## Современные голосеменные
До настоящего времени сохранилось очень мало видов голосеменных (по информации базы данных The Plant List (2013) — немногим более 1100), лишь представители хвойных являются доминирующими в некоторых типах растительности.